# Die letzten Zeugen

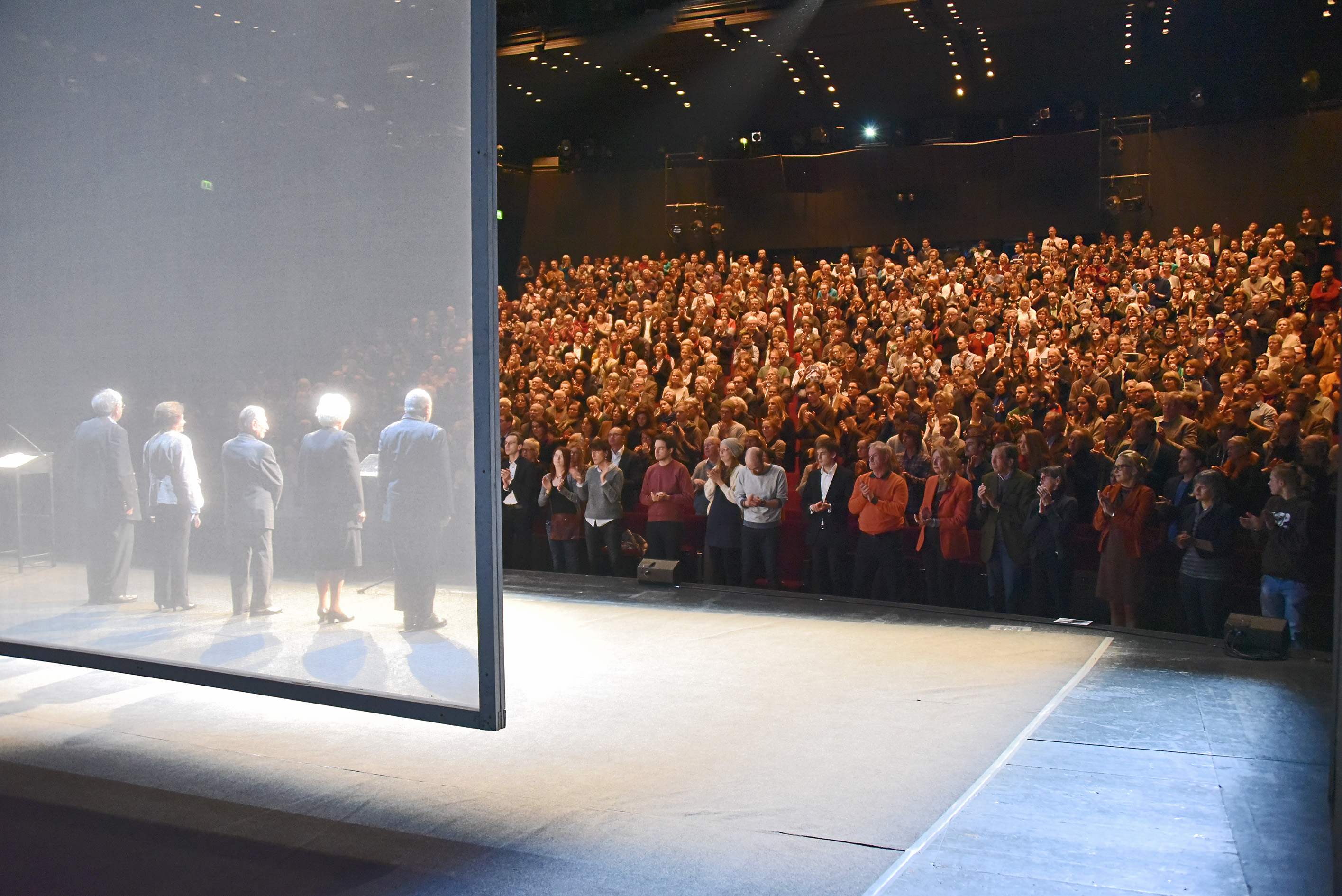
Stehende Ovationen für Die letzten Zeugen beim Gastspiel im Schauspiel Frankfurt, 2015
Foto: Christian Michelides

Die letzten Zeugen war ein Zeitzeugenprojekt zur Shoah von Doron Rabinovici und Matthias Hartmann im Wiener Burgtheater. In Anwesenheit von sechs Überlebenden des Holocausts lasen Burgschauspieler deren Erinnerungstexte, gegen Ende des Abends traten die betagten Zeitzeugen auf die Bühne und sprachen einige persönliche Worte. Im zweiten Teil des Abends konnte das Publikum in drei Foyerräumen an jeweils zwei Zeitzeugen Fragen richten.
Die Premiere fand am 20. Oktober 2013 statt – anlässlich des 75. Jahrestags des Novemberpogroms 1938. Die Produktion wurde 2014 zum Berliner Theatertreffen, ans Staatsschauspiel Dresden und ans Deutsche Schauspielhaus in Hamburg, sowie 2015 ans Schauspiel Frankfurt eingeladen.

## Zeugenschaft
„Was geschah, vergessen zu machen, heißt, sie ein weiteres Mal auslöschen zu wollen.“ „Viele Überlebende brauchten Jahrzehnte, ehe sie über das Erlittene sprechen konnten, sie stiessen zunächst oft auf taube Ohren.“
Doron Rabinovici: „Die Idee, Zeitzeugen auf die Bühne zu bringen, ist von Burgtheater-Chef Matthias Hartmann an mich herangetragen worden. Ich habe sieben Personen ausgewählt: meine Mutter, Vilma Neuwirth, die in Wien als Tochter einer damals so genannten „Mischehe“, aber mit Stern überlebte, Marko Feingold, Lucia Heilman, die in Wien versteckt war, Rudi Gelbard, Überlebender aus Theresienstadt, und Ari Rath, der eine ganz andere Geschichte erzählt. Er steht für jene, die das Jahr 38 erlebt haben und es schafften wegzukommen. Außerdem Ceija Stojka, die leider nicht mehr lebt, deren Erinnerung aber sehr stark ist, denn ich wollte auch die Schicksale der Roma einbeziehen.“

## Struktur
Das Projekt stellt eine Mischform aus dokumentarischem Theater, Leseinszenierung und Ehrung dar. Die starke physische Präsenz von Alter und Schicksal einerseits, die Authentizität der sechs Überlebenden der Shoah andererseits sollen beim Zuhörer, der zugleich Zuseher – i. e. Betrachter der Gesichter in vergrößerten Videoaufnahmen und der eingespielten historischen Fotografien – ist, zu einem kathartischen Erleben führen. Schlichtheit der Inszenierung und ihre Schnörkellosigkeit verdichten zugleich den Schrecken über die historischen Ereignisse und die individuelle Empfindung, einem Prozess des Erhabenen beizuwohnen.
Zeitgleich finden Prozesse der Identifikation mit den überlebenden Opfern statt, die, weil sie überlebt haben, der Allgewalt der Nationalsozialisten getrotzt haben und somit lebendige, weil lebende, Zeugen dafür sind, dass selbst das offenkundig totalitärste Regime seit Menschengedenken überlebt, besiegt und überwunden werden kann. Die subkutane Idealisierung der Opfer des Faschismus verstärkt und beschleunigt die Bildung eines Kollektivs des Widerstands, des Publikums des Abends. Der Nimbus des Burgtheaters als österreichische Nationalbühne verstärkt zweifelsohne diese Sogwirkung, wobei die Idee der Österreichischen Nation als solche allein die Gegnerschaft zu völkischen, rassischen oder sprachlichen Nationalismen virtuell zu beinhalten scheint. Insofern ist die politische Symbolkraft der Einladungen nach Berlin, Dresden und Hamburg keineswegs zu unterschätzen, zumal sie den antifaschistischen Gestus des Unternehmens erstens unterstreicht, zweitens internationalisiert.

## Besetzung und Termine
| Zeitzeugen | Schauspieler                                               | Team | Moderatoren |
| --- | ---------------------------------------------------------- | --- | --- |
| Lucia Heilman Vilma Neuwirth Suzanne-Lucienne Rabinovici Ceija Stojka (sie verstarb vor der Premiere im Oktober 2013) Marko Feingold Rudolf Gelbard Ari Rath | Mavie Hörbiger Dörte Lyssewski Peter Knaack Daniel Sträßer | Matthias Hartmann Einrichtung Volker Hintermeier Bühne Lejla Ganic Kostüme Peter Bandl Licht Moritz Grewenig, Anna Bertsch, Florian Gruber, Markus Lubej Video Andreas Erdmann Dramaturgie | Doris Appel Martina Maschke Maria Ecker Werner Dreier Peter Huemer Doron Rabinovici Sibylle Hamann Corinna Milborn Andreas Erdmann Rosa Lyon Renata Schmidtkunz |

- Burgtheater Wien: 20. Oktober, 10. und 21. November, 5. und 12. Dezember 2013, 9. und 26. Januar, 15. und 19. März, 29. April, 8. Mai, 5. Juni, 7. Oktober 2014, sowie 20. Januar 2015
- Berlin Theatertreffen: 13., 14. und 15. Mai 2014, Haus der Berliner Festspiele
- Staatsschauspiel Dresden: 17. Mai 2014
- Deutsches Schauspielhaus Hamburg: 28. September 2014
- Schauspiel Frankfurt: 7. und 8. Februar 2015

## Ablauf
Der Abend gliedert sich in zwei Teile: Auf der großen Bühne des Burgtheaters finden Lesungen der Texte der Zeitzeugen in deren Anwesenheit und anschließend ihre persönlichen Stellungnahmen statt; dies dauert ca. zwei Stunden. Nach einer 20-minütigen Pause stehen – im 1. und im 2. Pausenfoyer, sowie im Blauen Foyer – jeweils zwei Zeitzeugen, jeweils ein Mann und eine Frau, gemeinsam mit einem Moderator für Fragen des Publikums zur Verfügung.

### Erster Abschnitt des Abends
„Die von Hartmann selbst besorgte Einrichtung des Abends gehorchte einer strengen Choreografie: Hinter mehreren Gazeschleiern, auf die Live-Großaufnahmen der Gesichter ebenso wie historische Fotos projiziert wurden, saßen die Zeitzeugen in einer Linie, mit den Gesichtern zum Publikum. Vorne rechts warteten die Schauspieler Mavie Hörbiger, Dörte Lyssewski, Peter Knaack und Daniel Sträßer auf ihre Einsätze, bei denen sie aus den Erinnerungen der anwesenden Holocaust-Überlebenden lasen.“
„Mit dem 11. März 1938, dem Tag der Schuschnigg-Rede im Radio, bricht etwas zusammen. Als hätten die Menschen auf ein Kommando hin die Fesseln der Zivilisation abgestreift, beginnen sie ihre jüdischen Mitbürger zu drangsalieren. Wohnnachbarn werden zum „Reiben“ des Straßenpflasters gezwungen. Lucia Heilman, damals ein kleines Mädchen, bekennt: Das Johlen der „Volksgenossen“ am Wiener Heldenplatz habe sie in Angst und Schrecken versetzt.“ „Im Zwischenraum, hinter der Leinwand, sitzt eine Frau und schreibt auf einer großen Papierrolle mit. Die Rolle ist am Ende sehr lang, gut zwei Stunden wird gesprochen. Dieses Aufzeichnen sieht man ebenfalls auf dem Screen. Es gehört wesentlich zu den Details eines bewegenden Abends. Der Terror der Nazis, die Vernichtung von Juden und Roma und allen anderen wird weiterhin protokolliert. Kein Name darf vergessen werden.“
„Der von Hartmann eingerichtete Abend bleibt zu jeder Zeit schlank und auf das Notwendigste beschränkt.“ „Es gibt an diesem Abend viele Geschichten über menschliche Abgründe und offene Mordlust, über einen grölenden Sadismus, der zum Beispiel seine Freude daran hatte, chassidische Rabbiner dazu zu zwingen, in einem Schaufenster Turnübungen zu machen, bis sie umfielen. Aber das waren erst die Anfänge. 1941 beginnen die Deportationen von Juden in die Konzentrationslager.“ „In atemloser Hast wechseln die Schauplätze: Man kommt von der Leopoldstadt in den Alsergrund. Die Bestialität des österreichischen Mobs erhält neue Nahrung durch die systematische Enteignungs- und Terrorpolitik der Nazis. Juden werden in Sammelwohnungen gepfercht. Ihr Lebensgefühl lautet: „unvorstellbare Angst“. Viele begehen Selbstmord. Einige verpassen über der Diskussion, wohin sie auswandern könnten, den Zeitpunkt ihrer Abreise.“ „Aber es gab das andere auch. Menschen, die geholfen haben, wie etwa jenen Wiener Kunsthandwerker, der Lucia Heilman bis Kriegsende versteckt hat, oder alle die Unbekannten, die nur kurz ins Bild treten, aber doch ein Leben retten.“ „Diese Zeugen haben ihr Schicksal auch in Buchform aufgearbeitet, sie sind an ihrer Geschichte offenbar nicht zerbrochen. Ein hervorstechendes Merkmal von ihnen allen scheint die Zuversicht zu sein, selbst wenn sich paradoxerweise bei manchen Opfern Schuldgefühle in die Erinnerung drängen.“
„Am Ende führten die Vorlesenden nach und nach die Protagonisten aus dem Hintergrund nach vorne – sehr ergreifende Momente.“ „Die siebte Zeitzeugin, die Romni Ceija Stojka, starb heuer im Jänner. Für dieses sukzessive Verschwinden der Zeitzeugen hat Hartmann eine Bühnenmetapher gefunden: Ein Überlebender nach dem anderen steht auf und geht, wenn seine Geschichte zu Ende ist. Leere Sessel bleiben zurück. „Die Bühne ist ein ästhetischer Rahmen. Aber durch Ästhetisierungen kann man die Wahrheit auch verschleiern“, benennt Hartmann die Gratwanderung des Projektes.“ „Zwei Stunden lang fügen sich Geschichten von menschenverachtender Grausamkeit, von Morden und auch vom bisweilen absurden Glück zu einer einzigen Erzählung.“ „Der Theaterabend endet im Stillen, nun sind alle Stühle leer. Im Anschluss stehen sie nochmal alle auf der Bühne, Standing Ovation[s.]“

### Zweiter Abschnitt des Abends

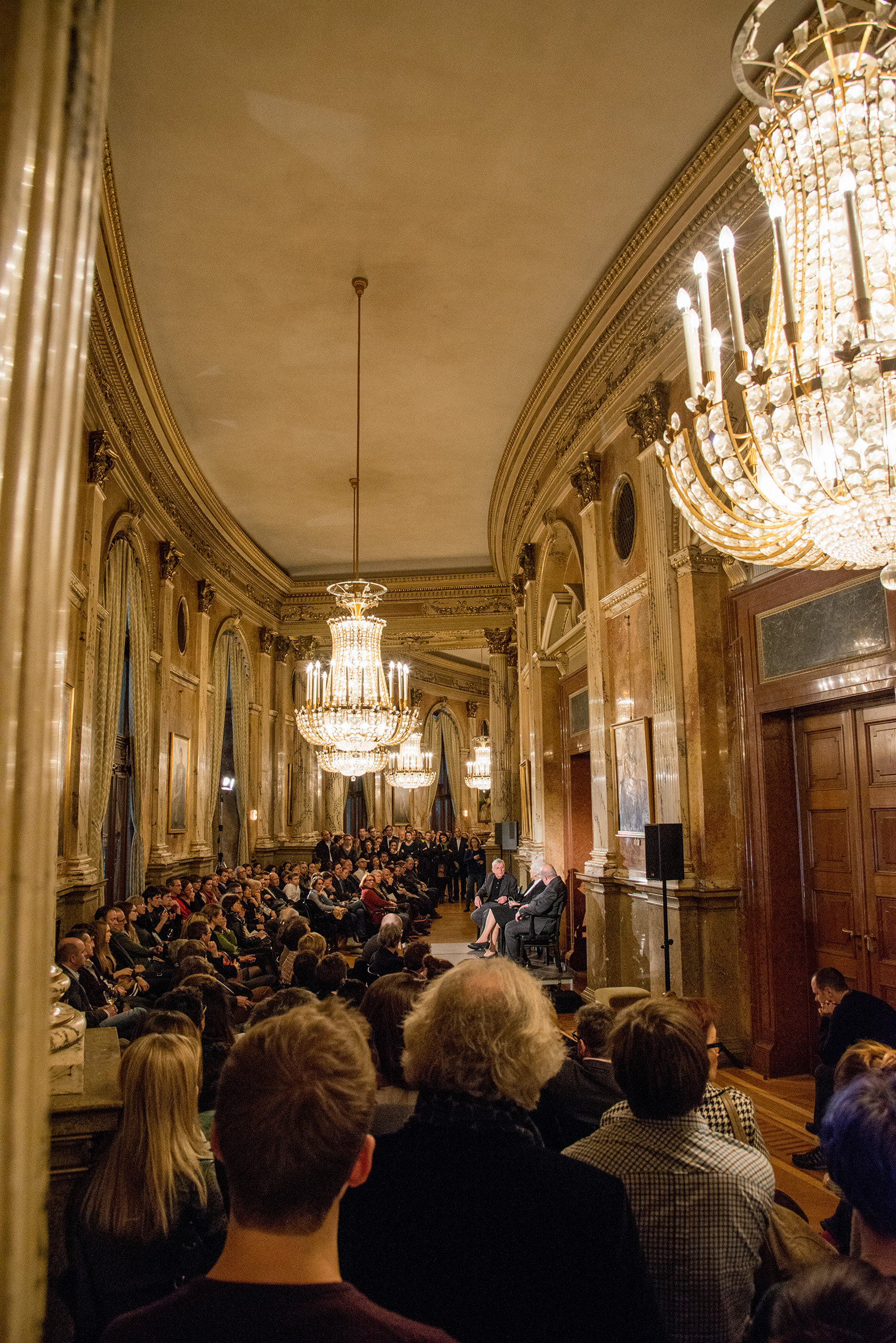
Podiumsdiskussion mit Suzanne-Lucienne Rabinovici und Rudolf Gelbard im Ersten Pausenfoyer

„Wie beeindruckend ist es, als, nach zwei Stunden Lesung und einer kurzen Pause, in den Foyers des Burgtheaters ebendiese Überlebenden nun tatsächlich selbst sprechen und wach sind, sehr lebhaft und divers. Als das Publikum sich zusammendrängt und Fragen stellt, und als beispielsweise Rudolf Gelbard seinen dunklen Humor durchblitzen lässt und seinen scharfen Verstand. Widerspenstig sind sie da, diese alten Herrschaften, und jung.“ „Ein Wermutstropfen allerdings bleibt: Nach der Aufführung lassen Rabinovici und Hartmann als zweiten Teil des Projekts das Publikum zu Wort kommen. Das Ergebnis: eine Reihe peinlicher Fragen, die man sich und den Überlebenden gern erspart hätte.“ „Suzanne-Lucienne Rabinovici sagte danach in einer der Diskussionen in den Foyers, wie die APA berichtet: ‚Vergesst uns nicht! Erzählt es weiter!‘“

## Programmbücher
Das eigentliche Programmbuch (Band 1) umfasst 60 Seiten und enthält – neben den Listen der Mitwirkenden und den Biographien der Zeitzeugen – drei Beiträge von Doron Rabinovici und einen von Raphael Gross. Auf der Titelseite findet sich ein Zitat Rudolf Gelbards, auf der Rückseite eine Fotografie der brennenden Synagoge in der Großen Schiffgasse 8 vom 10. November 1938.
Das Textbuch zur Aufführung (Band 2) umfasst 84 Seiten und enthält den vollständigen gelesenen Text der Produktion, zwei Fotografien der Zeitzeugen auf der Bühne des Burgtheaters von Reinhard Werner, sowie – anstelle eines Nachwortes – zwei Aufsätze, einen von Ruth Klüger, einen von Anton Pelinka; beide sind dem Sammelband Was bleibt von der Shoah?, hg. von Maria Halmer, Anton Pelinka und Karl Semlitsch, 2012 bei Braumüller erschienen, entnommen.
- Raphael Gross: Das Ende der deutsch-jüdischen Epoche, Bd. 1, S. 37–41
- Ruth Klüger: Über den Holocaust, die Kinder und die menschliche Freiheit, Bd. 2, S. 57–66
- Anton Pelinka: Die Wahrnehmung der Shoah in Österreich, Bd. 2, S. 66–78
- Doron Rabinovici: Novemberpogrom, Bd. 1, S. 26–31
- Doron Rabinovici: Der März begann im Februar. Zu Österreichs Anteil an der Shoah, Bd. 1, S. 32–36
- Doron Rabinovici: Nach Wilna. Eine Familienreise in die Erinnerung, Bd. 1, S. 42–56

## Resonanz
„Die klare und sehr behutsame Inszenierung ergreift das Publikum des ausverkauften Burgtheaters auf das Tiefste.“ Als „am Ende alle im Saal zu lang anhaltendem Applaus aufstanden,“ „Standing Ovation, kaum enden wollend applaudiert das Burgtheater. Im Lichte der vergangenen zwei Stunden, ein nahezu befremdlicher Moment.“ Über den Abend vom 26. Januar 2014: „Der Applaus für die sechs Frauen und Männer […] ist lang anhaltend.“ Am 15. und 19. März 2014, sowie am 8. Mai 2014 gab es wiederum Standing Ovations.
Ebenso beeindruckt war die Kritik: Ein „würdevoller, bewegender und aufwühlender Abend, abseits wohlfeiler Betroffenheitstheatralik“ (Deutschlandfunk). „Die Schlichtheit dieser Inszenierung liess die Wucht des Erzählten voll zur Geltung kommen“ (Neue Zürcher Zeitung). „Das Burgtheater wäre keine Staatsbühne, wenn dort die Österreicher nicht etwas über sich selbst erfahren würden. Und so ist der Abend auch eine kathartische Übung, die das Publikum mit angehaltenem Atem über sich ergehen lässt“ (Die Welt). Ein „kluger, großer, unverzichtbarer Abend“ (Der Standard). „Tief bewegend waren die Erinnerungen an Todesangst und Niedertracht, an große und kleine Heldentaten, an das vielfache Zusammenwirken von Mut und Glück, Schicksal und Zufall, das nötig war, immer wieder aufs Neue dem Tod zu entkommen. Entsetzliche Geschichten, die einem immer wieder den Atem nahmen.“ (oe24.at). Ein „berührende[r] Erinnerungsabend“ (Der Neue Merker). „Man selbst ist im Theatersessel gesessen und hat bald schreien wollen.“ (Nachtkritik)
Waren ursprünglich nur fünf Abende geplant, wurden aufgrund der hohen Wertschätzung und der Nachfrage des Publikums drei zusätzliche Abende (am 21. November und 5. Dezember 2013, sowie am 15. März 2014) eingeschoben und die Serie um vier weitere Abende verlängert.

## Aktuelle Bezugnahme
Wenige Tage nach Durchführung des massiv umstrittenen Akademikerballs, an dem auch rechtsextreme Burschenschaften teilnahmen, veranstaltet von der FPÖ in der Wiener Hofburg, somit in Sichtweite des Burgtheaters, und nach Abriegelung großer Teile der Innenstadt, entschloss sich Ari Rath spontan zur Änderung seines Statements auf der großen Bühne:

„Freitag Abend haben wieder rechtsradikale Burschenschaftler unter der Schirmherrschaft von Herrn Strache, geschützt von 2.000 Polizisten aus allen Bundesländern, den sogenannten Akademikerball in der Hofburg gefeiert. Sie wollen nicht aus der bösen Geschichte dieses Landes lernen. Die Giftschlange des Rassismus, des Fremdenhasses und Rechts-Nationalismus hebt wieder ihren drohenden Kopf. Ihr seid schon das siebente Mal hier mit uns, den letzten Zeugen, doch die Gefahr draussen ist noch lange nicht gebannt.“

Tessa Szyszkowitz resümiert: „So stehen sich 75 Jahre nach dem Anschluß im Winter 2014 die würdige Ehrung der letzten Zeugen im Burgtheater und der unwürdige Ball der Burschenschafter in der Hofburg gegenüber. Keines dieser urösterreichischen Lager wird so schnell aussterben, das ist klar. Ins Burgtheater strömen viele junge Leute. Bei der Debatte im Pausenfoyer fragt eine Studentin, die auf der Psychiatrie arbeitet, wie ‚man nach solchen Erlebnissen wieder ins normale Leben zurückkehren kann‘ und Vilma Neuwirth sagt: ‚Ich hab sieben Jahre Zeit gehabt, mir vorzustellen, was ich mach, wenn ich das überlebe. Und das tue ich seitdem.‘“

## Berliner Theatertreffen
Am 2. Februar 2014 traf die Jury des Berliner Theatertreffens die Wahl von 10 bemerkenswerten aus 395 besuchten Inszenierungen im gesamten deutschen Sprachraum, die nach Berlin eingeladen werden, darunter Die letzten Zeugen:

„Sechs Überlebende des Holocaust sitzen schweigend hinter einem durchsichtigen Vorhang auf der Bühne, ihre nur scheinbar regungslosen Gesichter werden auf die Leinwand projiziert, während vier jüngere Schauspieler deren Lebens- und Leidensgeschichten vorlesen. Fotos aus dem Wien der 1930er Jahre erscheinen: Massen, die den Nazis zujubeln, Bilder aus den Lagern mit Leichen und Verlorenen; Befreiungsszenen endlich. Die Frauen und Männer sind zwischen 80 und 100 Jahre alt. Wenn ihre Geschichte erzählt ist, treten sie nach vorne und sprechen eine sehr persönliche Botschaft. Das ist in Wien sehr behutsam in Szene gesetzt, verzichtet auf theaterwirksame Garnierung, ist im besten Sinne erzählend – und hat deshalb nichts von pflichtschuldiger Erinnerungsverrenkung mit Betroffenheitsautomatik. „Die letzten Zeugen“ ist ein eindringliches, aber auch fragiles (Theater-)Dokument.“

Am 17. Mai 2014 gastierten Die letzten Zeugen auch im Staatsschauspiel Dresden.

## Kritiken
- Sibylle Hamann: „Sie wollten nicht, dass wir wieder zurückkommen“, Die Presse, 23. Oktober 2013
- Paul Jandl: Statt zu bezahlen, wurde ausgespuckt, Die Welt, 26. Oktober 2013
- Norbert Mayer: Der Holocaust: „Die letzten Zeugen“, Die Presse, 22. Oktober 2013
- Johanna Nittenberg: Die letzten Zeugen an der Burg (Seite nicht mehr abrufbar, festgestellt im September 2018. Suche in Webarchiven), Illustrierte Neue Welt, N.4, J.2013
- oe24.at: „Die letzten Zeugen“ im Burgtheater, Österreich, 22. Oktober 2013
- Stefanie Panzenböck: Sieben Leben, sieben Schicksale, Deutschlandfunk, 21. Oktober 2013
- Ronald Pohl: Vom Ende der Zivilisation in Österreich, Der Standard, 21. Oktober 2013
- Teresa Präauer: Auch das ist also der Mensch, nachtkritik.de, 20. Oktober 2013
- Georg Renöckl: Letzte Zeugen auf der Bühne, Neue Zürcher Zeitung, 13. November 2013
- Andrea Schurian: Burgtheater: „Stafettenlauf der Erinnerung“, Der Standard, 16. Oktober 2013 [Vorabbericht]
- Lea Stöckli: Die letzten Zeugen, Shabka, 17. November 2013
- Tessa Szyszkowitz: Starke Zeugen, szylog, 27. Januar 2014